# آندری اسمیرنوف
آندری اسمیرنوف (روسی: Андре́й Владисла́вович Смирно́в؛ ۱۱ آوریل ۱۹۵۷ – ۱۶ اکتبر ۲۰۱۹) شناگر اهل روسیه بود.
وی در مسابقات کشوری و بین‌المللی در مجموع برندهٔ ۳ مدال نقره، ۳ مدال برنز شده‌است.